# Prosthechea regentii
Prosthechea regentii är en orkidéart som beskrevs av Vitorino Paiva Castro och Guy Robert Chiron. Prosthechea regentii ingår i släktet Prosthechea och familjen orkidéer. Inga underarter finns listade i Catalogue of Life.